# NXT In Your House (2022)
NXT In Your House (2022) será o 30º In Your House e o terceiro evento anual de luta livre profissional do NXT In Your House produzido pela WWE. Será realizado exclusivamente para lutadores da divisão de marca NXT da promoção. O evento estará disponível para transmissão ao vivo pela Peacock nos Estados Unidos e pela WWE Network internacionalmente. Acontecerá em 4 de junho de 2022, no WWE Performance Center em Orlando, Flórida.
Em junho de 2020, a WWE reviveu o In Your House como uma subsérie da série NXT TakeOver. Em setembro de 2021, no entanto, a série TakeOver foi descontinuada. Com a programação deste evento de 2022, In Your House tornou-se um evento próprio para o NXT.

## Produção

### Introdução
In Your House foi uma série de shows mensais em pay-per-view (PPV) que foram realizados pela WWE de maio de 1995 a fevereiro de 1999. Eles foram ao ar quando a promoção não estava realizando um de seus cinco maiores PPVs (WrestleMania, King of the Ring, SummerSlam, Survivor Series e Royal Rumble), e foram vendidos a um custo menor. A marca foi retirada após o evento St. Valentine's Day Massacre: In Your House em fevereiro de 1999, quando a empresa passou a instalar nomes permanentes para cada um de seus PPVs mensais. Após 21 anos, In Your House foi revivido em 2020 para a marca NXT da WWE como uma subsérie da série NXT TakeOver, sendo realizada anualmente em junho. Em setembro de 2021, no entanto, a série TakeOver foi descontinuada depois que o NXT foi renomeado como NXT 2.0, revertendo a marca para o território de desenvolvimento da WWE. Apesar da descontinuação do TakeOver, o anúncio do evento de 2022 confirmou que In Your House continuaria como o evento anual de junho do NXT. Está programado para ser realizado em 4 de junho de 2022, na sede do NXT no WWE Performance Center em Orlando, Flórida. Será o 30º evento da cronologia In Your House e o terceiro realizado para o NXT. O evento estará disponível para transmissão ao vivo no Peacock nos Estados Unidos e na WWE Network nos mercados internacionais.

### Histórias
O card incluirá partidas que resultam de histórias roteirizadas, onde lutadores retratam heróis, vilões ou personagens menos distinguíveis em eventos roteirizados que criam tensão e culminam em uma luta ou série de lutas. Os resultados são predeterminados pelos escritores da WWE sobre a marca NXT, enquanto as histórias são produzidas no programa de televisão semanal NXT 2.0 e no programa complementar de streaming online Level Up.

## Lutas
| Nº                                          | Resultados | Estipulações                                                                                      |
| ------------------------------------------- | --- | ------------------------------------------------------------------------------------------------- |
| 1                                           | Cameron Grimes (c) vs. Carmelo Hayes (com Trick Williams) | Luta individual pelo Campeonato Norte Americano do NXT                                            |
| 2                                           | Pretty Deadly (Elton Prince e Kit Wilson) (c) vs. The Creed Brothers (Brutus Creed e Julius Creed)                                                                | Luta de duplas pelo Campeonato de Duplas do NXT                                                   |
| 3                                           | Bron Breakker (c) vs. Joe Gacy | Luta individual pelo Campeonato do NXT Se Breakker for desclassificado, ele perderá o campeonato. |
| 4                                           | Toxic Attraction (Gigi Dolin e Jacy Jayne) (c) vs. Katana Chance e Kayden Carter                                                                                  | Luta de duplas pelo Campeonato Feminino de Duplas do NXT                                          |
| 5                                           | Mandy Rose (c) vs. Wendy Choo | Luta individual pelo Campeonato Feminino do NXT                                                   |
| 6                                           | Tony D'Angelo, Channing "Stacks" Lorenzo, e Troy "Two Dimes" Donovan vs. Legado del Fantasma (Santos Escobar, Cruz Del Toro, e Joaquin Wilde) (com Elektra Lopez) | Luta Six-Man tag team Equipe perdedora se junta à equipe vencedora                                |
| (c) – Refere-se aos campeões antes da luta. | |                                                                                                   |